# Francelia Billington
Francelia Billington (Dallas, 1º febbraio 1895 – Glendale, 24 novembre 1934) è stata un'attrice statunitense, attiva negli anni del cinema muto.

## Biografia
Figlia di James Billington e della musicista Adelaide Bueter, Francelia Billington nacque nel 1895 nel Texas, dove passò i suoi primi anni in un ranch. La sua esperienza con gli animali e, soprattutto, con i cavalli, le sarebbero serviti anni dopo per la sua carriera di attrice cinematografica, dandole l'occasione di lavorare in molti western. Compì i suoi studi in convento, cominciando a recitare fin da piccola. All'età di dieci anni, la famiglia si trasferì a New Orleans, dove Francelia continuò a praticare attività sportive quali il nuoto.
L'attrice girò i suoi primi film per la Kalem Company. Esordì nel 1912, a fianco di Carlyle Blackwell, uno dei nomi di punta della Kalem. L'anno seguente, passò a lavorare per la Reliance-Majestic Studios, dove restò fino al 1915. Per la Palo Alto Film Corporation, lavorò con Nell Shipman, una delle personalità più interessanti della storia del cinema, pioniera del cinema muto canadese. Quindi passò all'Universal dove lavorò diretta da Rupert Julian e Rex Ingram. Nel 1919, fu la protagonista femminile del primo film diretto da Erich von Stroheim, Mariti ciechi.
La sua carriera continuò con una serie di melodrammi, di western e di film d'azione. Nel 1930 girò il suo ultimo film, The Mounted Stranger di Arthur Rosson.

## Vita privata
Nell'ottobre 1920, Francelia Billington sposò a Riverside l'attore Lester Cuneo, con cui girò quattordici pellicole. Il matrimonio terminò tragicamente il 2 novembre 1925, quando Cuneo si suicidò con un colpo di arma da fuoco, due giorni dopo che il divorzio fu dichiarato definitivo.
Negli anni trenta, Francelia Billington ebbe dei seri problemi di salute. Nel 1934, il suo stato fisico declinò visibilmente e l'attrice morì di tubercolosi il 24 novembre. La sua morte non fu pubblicizzata e passò sotto silenzio presso il grande pubblico e nel mondo del cinema.

## Filmografia
La filmografia è parziale. Quando manca il nome del regista, questo non viene riportato nei titoli
- The Mayor's Crusade, regia di George Melford - cortometraggio (1912)
- The Usurer, regia di George Melford - cortometraggio (1913)
- A Dangerous Wager, regia di George Melford - cortometraggio (1913)
- The Boomerang, regia di George Melford - cortometraggio (1913)
- The Pride of Angry Bear, regia di George Melford - cortometraggio (1913)
- A Life in the Balance, regia di George Melford - cortometraggio (1913)
- The Mountain Witch, regia di George Melford - cortometraggio (1913)
- The Widow's Stratagem (1913)
- Legally Right (1913)
- Carmen, regia di Lucius Henderson - cortometraggio (1913)
- The Shadow of the Past (1913)
- A Perilous Ride (1913)
- A Warm Welcome (1913)
- The Warning Cry (1914)
- The Tie That Binds, regia di Frederick Vroom (1914)
- An Unredeemed Pledge (1914)
- Heart Beats, regia di John G. Adolfi - cortometraggio (1915)
- Tangled Paths, regia di Christy Cabanne (1915)
- Vengeance of the Oppressed, regia di Edward Sloman (1916)
- The Lost Bracelet, regia di Frank Mayo (1916)
- The Little Sister of the Poor, regia di Melvin Mayo (1916)
- A Reformation Delayed, regia di Edward Sloman (1916)
- The Diamond Thieves, regia di Wilbert Melville (1916)
- The Best Man's Bride, regia di William Worthington (1916)
- Naked Hearts, regia di Rupert Julian (1916)
- The Fur Trimmed Coat, regia di Rupert Julian - cortometraggio (1916)
- Bettina Loved a Soldier, regia di Rupert Julian (1916)
- The Price of Victory, regia di Douglas Gerrard (1916)
- The Evil Women Do, regia di Rupert Julian (1916)
- Heart Strings, regia di Allen Holubar (1917)
- Paladino (My Fighting Gentleman), regia di Edward Sloman (1917)
- High Play, regia di Edward Sloman (1917)
- Jack l'indomabile (The Shackles of Truth), regia di Edward Sloman (1917)
- The Sea Master, regia di Edward Sloman (1917)
- Snap Judgment, regia di Edward Sloman (1917)
- In Bad, regia di Edward Sloman (1918)
- The Day She Paid, regia di Rex Ingram (1919)
- Mariti ciechi (Blind Husbands), regia di Erich von Stroheim (1919)
- The Ranger and the Law, regia di Robert Kelly (1921)
- Blue Blazes, regia di Robert Kelly e Charles W. Mack (1922)
- Blazing Arrows, regia di Henry McCarty (1922)
- Hearts of the West, regia di Arthur Henry Gooden (1925)
- Two Fisted Thompson, regia di W. Adcook (1925)
- Range Vultures (1925)
- Tex, regia di Tom Gibson (1926)
- The Mounted Stranger, regia di Arthur Rosson (1930)